# Walter Packard Diesel
Walter Packard Diesel DR-980 byl devítiválcový vzduchem chlazený čtyřdobý vznětový hvězdicový motor. Byl vyroben podle americké licence Akciovou společností Walter, továrnou na automobily a letecké motory v Praze XVII - Jinonicích.

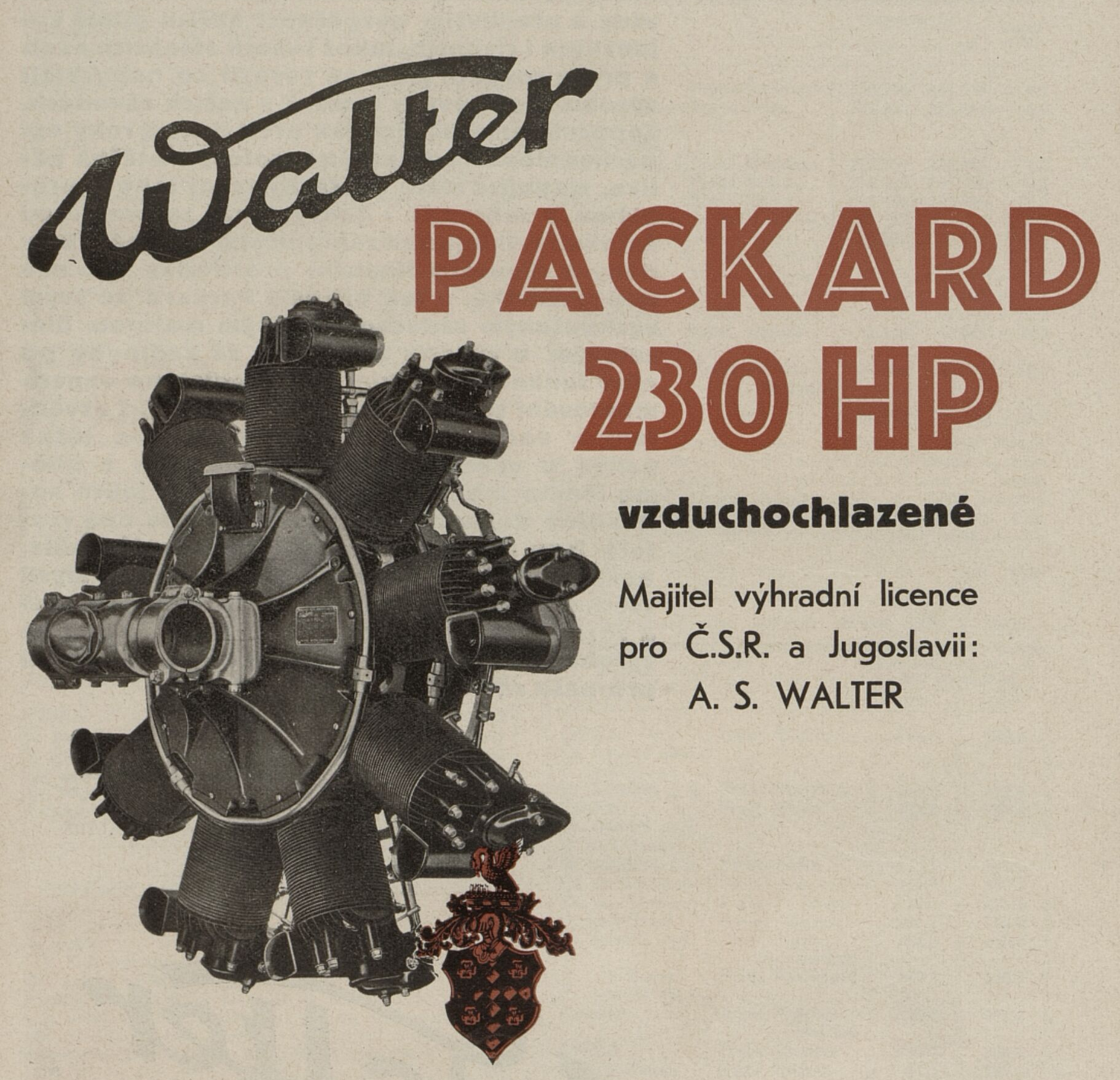
Walter Packard Diesel 230 HP, dobová reklama v časopisu Letectví

## Vznik a vývoj
Továrna Walter začala zkoušet dieselové, letecké motory kolem roku 1930. Při experimentech s leteckými motory na těžká paliva byl sledován vývoj tohoto problému v zahraničí. Tento vývoj za hranicemi šel však rychleji, než zkoušky prováděné v Jinonicích. V roce 1931 bylo rozhodnuto vlastní vývoj zastavit a pořídit takový typ motoru prostřednictvím licence.
Byl vybrán americký motor Packard Diesel DR-980 (1930) o nominálním výkonu 165 kW/225 k. Licence od Packardu (Packard Motor Car Co.) dovolovala vyrábět tyto motory v Československu a také v Jugoslávii. Motor byl určen pro dopravní i vojenské letectví.
Za hlavní přednosti leteckého vznětového motoru pracujícím dle Ottova cyklu byly vyzdvihovány: bezpečnost proti požáru, ekonomie ve spotřebě i v ceně paliva, malý úbytek výkonu s výškou (asi dvakrát menší než u "výbušných" motorů s karburátory) a žádné rušení radiových přijímačů.
Podle všeho byl z USA dovezen pouze jeden vzorový motor. Technická příprava výroby snad proběhla, ale výroba v továrně Walter zahájena nebyla. Stejně neslavně skončil i další, licenční motor Junkers Jumo 204 (dvoudobý dieselův motor, řadový šestiválec) připravovaný do výroby pod označením Walter Jumo IV C (1932).

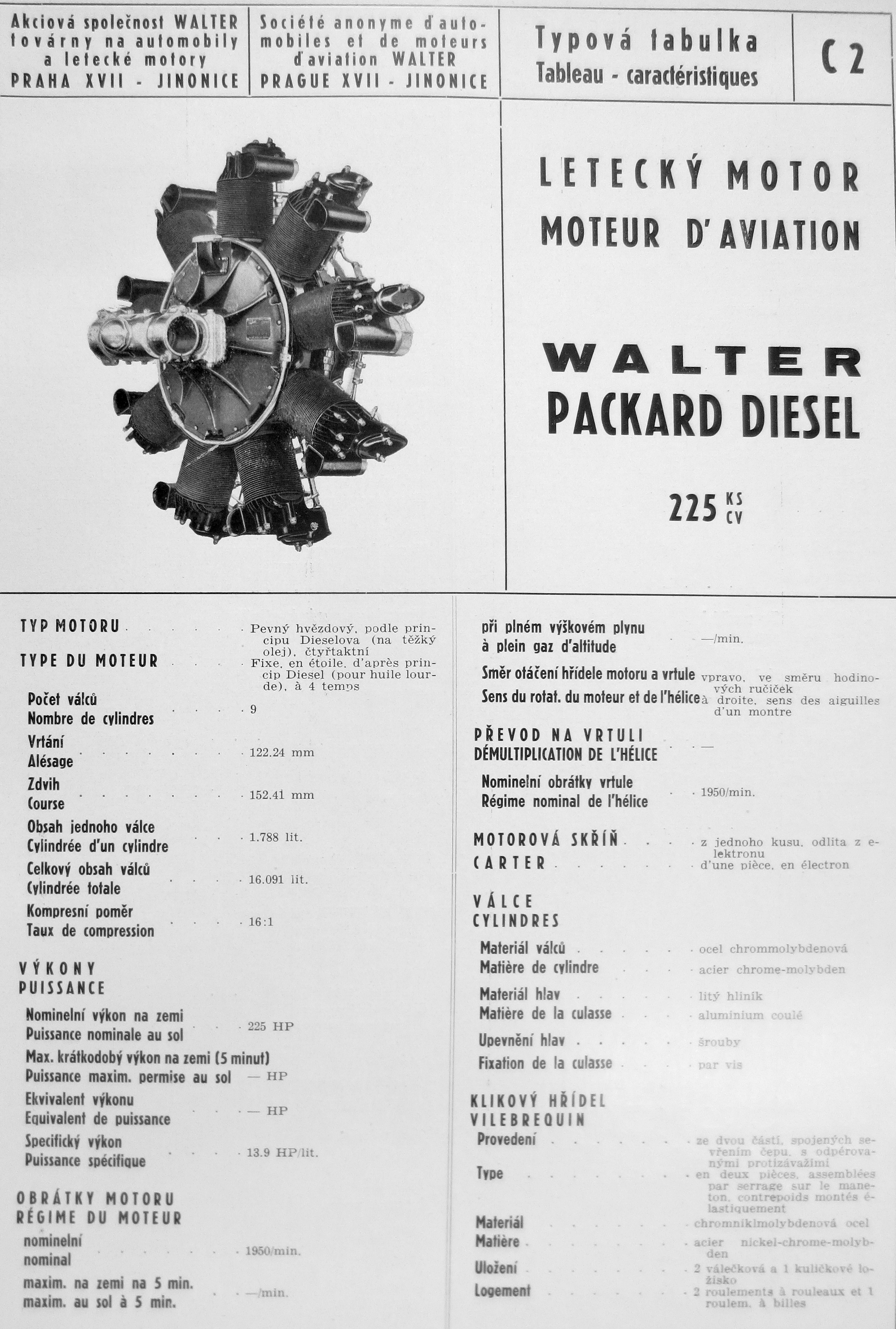
Walter Packard Diesel DR-980, typový list C2, s. 1

## Popis motoru
Walter Packard Diesel měl válce vyrobeny CrMo oceli, hlavy válců byly upevněny šrouby a byly odlity ze slitiny hliníku, stejně jako písty. Na pístech byly tři kroužky, dva kompresní a jeden stírací. Klikový hřídel byl ze dvou částí, spojených sevřením čepu a odpružen protizávažími. I tento hřídel byl z CrMo oceli a byl uložen ve dvou válečkových a jednom kuličkovém ložisku. Ojnice I-průřezu byla rovněž z CrMo oceli. Hlavní ojnice měla 8 otvorů pro upevnění vedlejších ojnic.
Kliková, motorová skříň byla odlita jako jeden kus z horčíkové slitiny (elektron) a měla hmotnost kolem 15 kg. Ze stejného materiálu bylo i zadní víko skříně.
Ventilový rozvod měl jeden společný ventil pro sání i výfuk. Ten byl umístěn ve dnu válce. Samotný náhon ventilů se skládal z vačkového kotouče, páček, tyčinek (táhel) a vahadélek. Vstřikování paliva obstarávalo 9 pístových, palivových čerpadel přes vstřikovací ventily Packard. Startování motoru se dělo setrvačníkovým spouštěčem Eclipse a žhavicími svíčkami. Mazání jedním sacím a dvěma kolečkovými čerpadly bylo cirkulační, pod tlakem se suchou skříní.

## Použití
V roce 1931 byl v letadle Aero A-35 (OK-AUA, výr. č. 1) v majetku Československých státních aerolinií (ČSA) zkoušen naftový motor, Waltrovkou dovezený Packard-Diesel DR-980. Zkoušky byly naplánovány i na rok 1932. ČSA oznámily, že výsledky dosažené v prvých 100 hodinách letu, byly uspokojivé. Avšak po několika týdnech provozu byl letoun resp. s tímto motorem shledán nevyhovujícím. Stroj s ním létal na lince Praha – Brno.
Tento letoun byl u ČSA v provozu do roku 1936, pak jej používalo dva roky ministerstvo národní obrany. V letech 1938–9 dolétal u Západočeského aeroklubu.
Konstruktéři k tomuto typu motoru neměli valné důvěry. Shodli se, že se neosvědčil a nepřesvědčil, jako ostatně většina leteckých vznětových motorů (např. motory Československé zbrojovky Brno vlastní konstrukce ZOD-240 a ZOD-260 z let 1933–1938). Originální motor Packard DR-980 byl aplikován asi na 10 letounech.

## Specifikace
Údaje dle 

### Technické údaje
- Typ: devítiválcový, dieselový vzduchem chlazený hvězdicový motor
- Vrtání: 122,24 mm
- Zdvih: 152,41 mm
- Objem válců: 16 091 cm³
- Max. průměr motoru: 1 160 mm
- Délka motoru: 933 mm
- Hmotnost suchého motoru s nábojem a příslušenstvím: 282 kg
- Kompresní poměr: 16:1

### Součásti
- Rozvodový systém: OHV, 1 společný ventil, sací a výfukový na válec
- Plnění válců: vstřikovací čerpadlo
- Palivo: motorová nafta
- Mazání: tlakové se suchou skříní
- Chladicí soustava: chlazení vzduchem
- Spotřeba paliva: 160–210 g·h−1·k−1 / 218–285 g·h−1·kW−1
- Spotřeba oleje: 16 g·h−1·k−1 / 11,8 g·h−1·kW−1

### Výkony
- Nominální výkon: 225 k/165 kW při 1950 ot./min.
- Maximální výkon: 240 k/176 kW při 2000 ot./min.
- Specifická hmotnost: 1,25 kg/k, 1,7 kg/kW
- Specifický výkon: 13,9 k/l, 10,2 kW/l